# 생방송 토요이레
《생방송 토요이레》는 매주 토요일 오전 8시 15분에 방영된 문화방송의 주말 시사정보 프로그램이다.

## 기획 의도
- 최근 가장 이슈로 떠오르고 있는 사람, 현장 속으로 발빠르게 출동해 화제의 현장 속에 녹아있는 세상만사를 담았습니다. 색다른 뉴스를 발굴해 보여드립니다. 어느 신문이나 뉴스를 봐도 똑같은 내용만을 전해드리지 않겠습니다. 수도권 중심의 정보에만 그치지 않고 지방에서 발생한 일들, 인터넷 속 세상 등 다양한 관심사를 펼쳐드립니다. 심층기획 취재를 통해 깊이 있는 정보를 전달해 드립니다.

## 코너 소개
- <'이레'동안 생긴 일> - 지난 이레(7일)동안 일어났던 뉴스를 일목요연하게 정리해 주는 코너
- <금주의 핫 이슈> - 사건이나 화제가 되는 곳에서 가장 최신의 뉴스를 취재해 르포, 인터뷰 구성, 핵심정리 등 다양한 형식으로 접근, 알기 쉽게 정리해 주는 코너
- <숨은 뉴스 찾기> - 전국방방곡곡 숨겨진 뉴스를 찾아라! 작지만 큰 반향을 불러일으킬 수 있는 뉴스를 발 빠르게 찾아 이윤철 아나운서의 구수한 입담과 함께 쉽고 편안하게 알려주는 코너
- <심층기획> - 시청자에게 반향을 일으킬 수 있는 다양한 아이템을 발굴, 취재해 심층 분석해 주는 코너. 속보성 보다 소재의 중요성과 취재내용의 깊이를 통해 세상을 보는 다양한 시각을 가져보는 시간